# 우시부치단치마에역
우시부치단치마에역(일본어: 牛渕団地前駅)은 일본 에히메현 도온시에 위치한 이요 철도 요코가와라 선의 철도역이다. 역 번호는 IY 19이며, 섬식 승강장 1면 2선의 구조를 갖춘 지상역이다.

## 타는 곳
| 1 | ■ 요코가와라 선 | 상행 | 우메노모토 · 구메 · 마쓰야마시 방면 |
| 2 | ■ 요코가와라 선 | 하행 | 요코가와라 방면                     |

## 역 주변
- 일본 육상자위대 마쓰야마 주둔지

## 역사
- 1970년 5월 1일 : 개업.

## 인접 역
| 이요 철도 요코가와라 선          | 이요 철도 요코가와라 선 | 이요 철도 요코가와라 선        |
| -------------------------------- | ----------------------- | ------------------------------ |
| IY 18 우메노모토 마쓰야마시 방면 | ■ 요코가와라 선         | 우시부치 IY 20 요코가와라 방면 |